# ميشيل بينتو
ميشيل بينتو (بالإيطالية: Michele Pinto)‏ هو سياسي إيطالي، ولد في 2 يناير 1931 في إيطاليا. حزبياً، نشط في الحزب الديمقراطي المسيحي الإيطالي. وقد انتخب عضو مجلس الشيوخ الإيطالي وانتخب Italian Minister of Agriculture ‏ (5 يونيو 1997 – 20 أكتوبر 1998) وانتخب Italian Minister of Agriculture ‏ (18 مايو 1996 – 4 يونيو 1997).